# Louis van Vuuren
Louis van Vuuren (* 23. Juli 1873 in Banjarmasin; † 12. Juli 1951 in Utrecht) war ein niederländischer Wirtschafts- und Sozialgeograph.

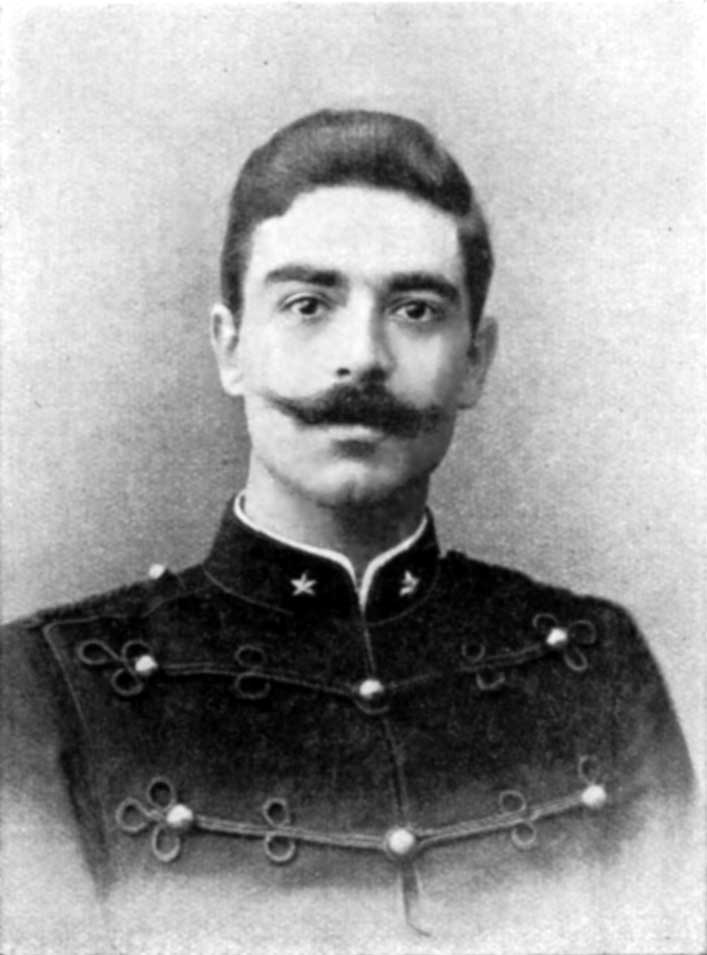
Louis van Vuuren als junger Leutnant 1900

## Leben
Der Sohn eines Offiziers der Königlich Niederländisch-Indischen Armee wurde kurz nach seiner Geburt in den Niederlanden heimisch. Hier hatte er seine Grundausbildung erhalten, dann das Abitur in Helmond bestanden und eine Wehrdienstzeit für die Königlich Niederländisch-Indische Armee in Kampen absolviert. 1898 kam er als Leutnant nach Niederländisch-Indien, wo er unter Joannes Benedictus van Heutsz (1851–1924) diente. Hier lernte er neben seinen militärischen Kenntnissen auch die Zusammenhänge der sozial-ökonomischen Fragen kennen. Diese Erfahrungen konnte er ab 1905 in einer militärischen Mission am Tobasee in Sumatra einsetzen. 
1908 begann er ein Studium an der niederländisch-indischen Verwaltungshochschule in Den Haag, wo er nach beendigten Studien 1910 seine Abhandlung „Eerste maatregelen in pas geannexeerd gebied“ (Erste Maßnahmen in einem annektierten Gebiet) veröffentlichte. Darin beschreibt er seine Erfahrungen und Auffassungen, welche Maßnahmen in einem besetzten Gebiet gegenüber der Bevölkerung zu unternehmen sind, um für dieselbe Wohlstand zu erreichen. Noch im selben Jahr kehrte er nach Niederländisch-Indien zurück, wo er Direktor am Enzyklopädetischen Büro wurde, dessen Aufgabe es war, Daten des Kolonialbereichs zu sammeln, aufzubereiten und nach erfolgter Auswertung den lokalen Beamten zur Verfügung zu stellen. Zudem arbeitete das Büro an der Ausarbeitung der Landesbeschreibung verschiedener Gebiete Ostindiens. 
Aus den gesammelten Erfahrungen heraus, veröffentlichte er 1920 die Publikation „Het Gouvernement Celebes“ (Die Regierung Celebes) in drei Teilen. Nachdem das Büro seine Aufgabe gemeistert hatte, wurde es stillgelegt. Van Vuuren kehrt in die Niederlande zurück, wo er Dozent für koloniale Landesbeschreibung an der Universität Amsterdam wurde. Nachdem Willem Boerman (1888–1965), seine Professur nach 18. Monaten an der Universität Utrecht verloren hatte, wurde van Vuuren aufgrund seiner praktischen Erfahrungen am 4. Dezember 1926 als Professor der Sozial- und Wirtschaftsgeographie, der kolonialen Geographie und der Landbeschreibung an die Universität Utrecht berufen. Dieses Amt trat er am 21. Februar 1927 mit der Rede „Het wereld-rythme in Oost-Azië en het aangrijpingspunt van het communisme in West-Java“ (Der Weltrhythmus in Ostasien und der Angriffspunkt der Kommunisten in Westjava) an. 
Seit jener Zeit untersuchte er die Beziehungen von Menschen in einem Gebiet, um Wohlstand zu erreichen. Daraus erwuchsen seine Ideen einer ethischen Politik, in der die Regierung eines Landes die Aufgabe hatte, das Streben nach Wohlstand zu unterstützen. Sie habe nach seinem theoretischen Denken mit ihrer Sozial- und Wirtschaftspolitik soziale Gerechtigkeit zu fördern. So schuf van Vuren Grundlagen zu einer sozioökonomischen und räumlichen bezogenen wissenschaftlichen Analyse. Auch in den niederländischen wirtschaftlichen Krisenjahren der Niederlande von 1935 bis 1942 wurden solche sozioökonomischen Studien in den Niederlanden von ihm durchgeführt. Ab 1941 beteiligte er sich auch an den organisatorischen Aufgaben der Hochschule und war bis zum Kriegsende Rektor der Alma Mater. Als er sich 1943 in einer Loyalitätserklärung den deutschen Besatzern unterordnete, wurde er nur noch von seinen niederländischen Kollegen missachtet und isoliert. Nach dem Zweiten Weltkrieg zwang man ihn, von seinen Ämtern zurückzutreten. Seine einstigen Studenten besuchten ihn zwar noch und hatten in den Folgejahren auch eine positive Einschätzung von ihm. Zudem war er Mitglied im Verein für Geographie und Statistik in Frankfurt am Main, Mitglied der Deutschen Akademie der Naturforscher Leopoldina und Korrespondierendes Mitglied der Gesellschaft für Erdkunde in Berlin.

## Werke
- Eerste maatregelen in pas geannexeerd gebied. Met beschrijving der Pak Pak landen (Daïrilanden) en schetskaart 1:250 000. 1910
- Celebes in vijftig jaren. 1919
- De stand van het natuurwetenschappelijk werk in Ned. Indië. 1919
- Barrière-riffen en atollen in den Ned. Indischen Archipel. 1919
- Het Gouvernement Celebes. 1920
- Voordracht over het natuurwetenschappelijk onderzoek in Ned.-Indië in verband met de nijverheid en den landbouw. 1921
- Geography: Development of the geographical knowledge of the Malay Archipelago. 1923
- Jaarboek van Batavia en omstreken. 1927
- Parallellen in de ontwikkeling van Batavia en Amsterdam. 1927
- De waterwegen, die Rotterdam en Antwerpen verbinden met het Nederlandsch-Belgisch industriegebied. 1928
- Zur Anthropogeographie Australasiens. Berlin 1929
- Westlicher Einfluss auf die einheimische Kultur im malayischen Archipel. Berlin 1930
- Wat men van den Dom van Utrecht zien en niet zien kan. 1930
- Onze volkskracht en de landbouw in het bijzonder ten aanzien van Zuid-Beveland. 1930
- Het oude schip van Utrecht. 1931
- De ontwikkeling van Utrecht en omgeving. 1931
- Dr. H. J. Lulofs, 8 Maart 1871 - 8 Maart 1931. 1931
- Bij de hoogtekaart van de stad Utrecht. 1932
- De sociale beteekenis van den landbouw. Voordracht ter gelegenheid van de algemene vergadering van de Maatschappij tot bevordering van landbouw en veeteelt in Zeeland. 1933
- De geschiktheid van den sociaal-geograaf voor beroepen in het practische leven. 1935
- De zgn. afgodsbeelden Fosta en Weda uit de Mariakerk te Utrecht, Atlantis, de voorvaderen van de Germanen, en het Oera Lindabok. 1935
- Rapport betreffende de Maasgemeenten, uitgebracht aan de Kamer van Koophandel en Fabrieken te 's Hertogenbosch. 1936
- De aardrijkskunde in de faculteit van letteren en wijsbegeerte. 1939
- Het onderzoek naar en de bevordering van de welvaart eener stad. 1940
- Geografische uitkomsten van de laatste Nieuw-Guinea-expeditie. 1940
- Nederlandsch Indië als producent van grondstoffen voor de wereldbehoeften. 1941
- Warum Sozialgeographie? 1941
- De binnenlandsche migratie in Nederland. 1942
- De Beteekenis van straat Malakka gezien vanuit den gezichtshoek van den sociaal geograaf, rede uitgesproken bij de 306de herdenking van de "dies natalis" der Rijksuniversiteit te Utrecht op 26 maart 1942... door L. Van Vuuren. 1942
- De functie van het deltagebied van Rijn, Maas en Schelde binnen het bestek der Nederl. verkeers- en handelseconomie. 1942
- Een voortgezet debat over de menschwording. 1943

## Weblink
- Catalogus Professorum Academiae Rheno-Traiectinae